# Pałłasowka
Pałłasowka – miasto w Rosji, w obwodzie wołgogradzkim. W 2010 roku liczyło 16 081 mieszkańców.